# Операція «Бастер-Джангл»
Операція «Бастер-Джангл» (англ. Buster-Jangle) — шоста серія з 7 випробувальних ядерних вибухів, здійснених США в 1951 році. Це друга серія, проведена на ядерному полігоні в Неваді. Шість вибухів було зроблено в повітрі (з них у п'яти випадках бомби скидалися з бомбардувальників B-50 і B-45), і один вибух був підземним. Метою операції була перевірка впливу ядерних ударів на різні об'єкти типу трави, дерев, собак, щурів, одягу. Під час операції були задіяні 6500 солдатів. Останні два тесту визначали властивості кратерів, що утворювались.
- Попередня операція: операція Greenhouse.
- Наступна операція: операція Tumbler-Snapper.

## Список ядерних вибухів операції «Бастер-Джангл»

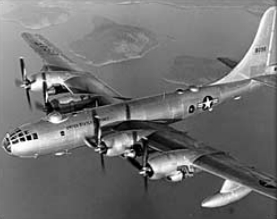
Бомбардувальник Boeing B-50 Superfortress

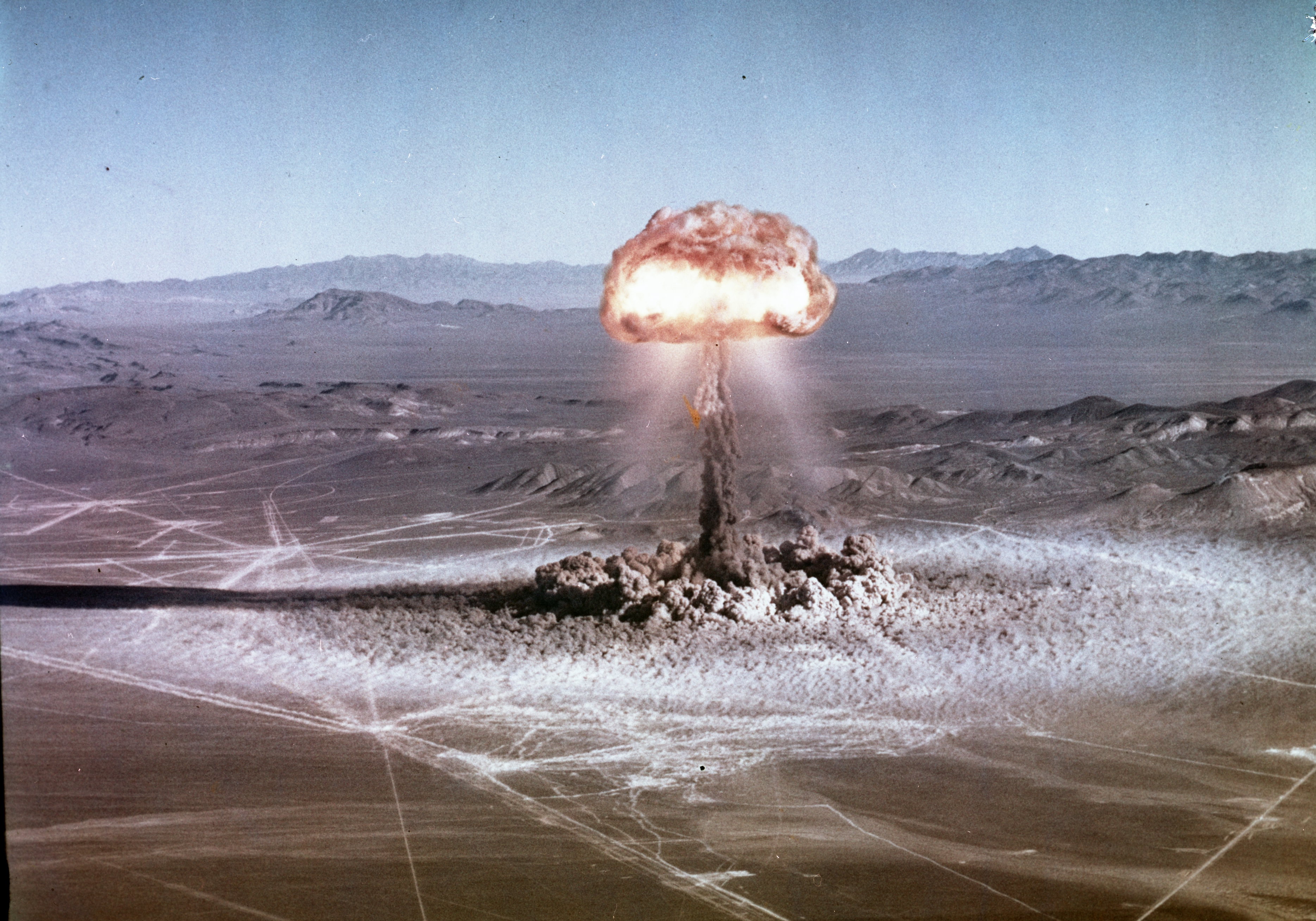
Ядерний вибух Easy

| Випробування | Дата                   | Місце                                                                                            | Потужність | Зауваження                                       |
| ------------ | ---------------------- | ------------------------------------------------------------------------------------------------ | ---------- | ------------------------------------------------ |
| «Able»       | 22 жовтня 1951 року    | Ядерний полігон у Неваді 37°05′02″ пн. ш. 116°01′29″ зх. д. / 37.0838° пн. ш. 116.0248° зх. д.   | 0 кт       | ядерна реакція почалася, проте вибуху не сталося |
| «Baker»      | 28 жовтня 1951 року    | Ядерний полігон у Неваді 37°05′06″ пн. ш. 116°01′15″ зх. д. / 37.085° пн. ш. 116.0209° зх. д.    | 3. 5 кт    | Скинута з B-50                                   |
| «Charlie»    | 30 жовтня 1951 року    | Ядерний полігон у Неваді 37°05′06″ пн. ш. 116°01′16″ зх. д. / 37.085° пн. ш. 116.0211° зх. д.    | 14 кт      | Скинута з B-50                                   |
| «Dog»        | 1 листопада 1951 року  | Ядерний полігон у Неваді 37°05′05″ пн. ш. 116°01′14″ зх. д. / 37.0847° пн. ш. 116.0206° зх. д.   | 21 кт      | Скинута з B-50                                   |
| «Easy»       | 5 листопада 1951 року  | Ядерний полігон у Неваді 37°05′31″ пн. ш. 116°01′31″ зх. д. / 37.0919° пн. ш. 116.0253° зх. д.   | 31 кт      | Скинута з B-45                                   |
| «Sugar»      | 19 листопада 1951 року | Ядерний полігон у Неваді 37°07′53″ пн. ш. 116°02′22″ зх. д. / 37.13151° пн. ш. 116.03947° зх. д. | 1. 2 кт    | Вибух на поверхні землі                          |
| «Uncle»      | 29 листопада 1951 року | Ядерний полігон у Неваді 37°10′11″ пн. ш. 116°02′36″ зх. д. / 37.1697° пн. ш. 116.0434° зх. д.   | 1. 2 кт    | Підземний вибух на глибині 5 метрів              |

## Галерея

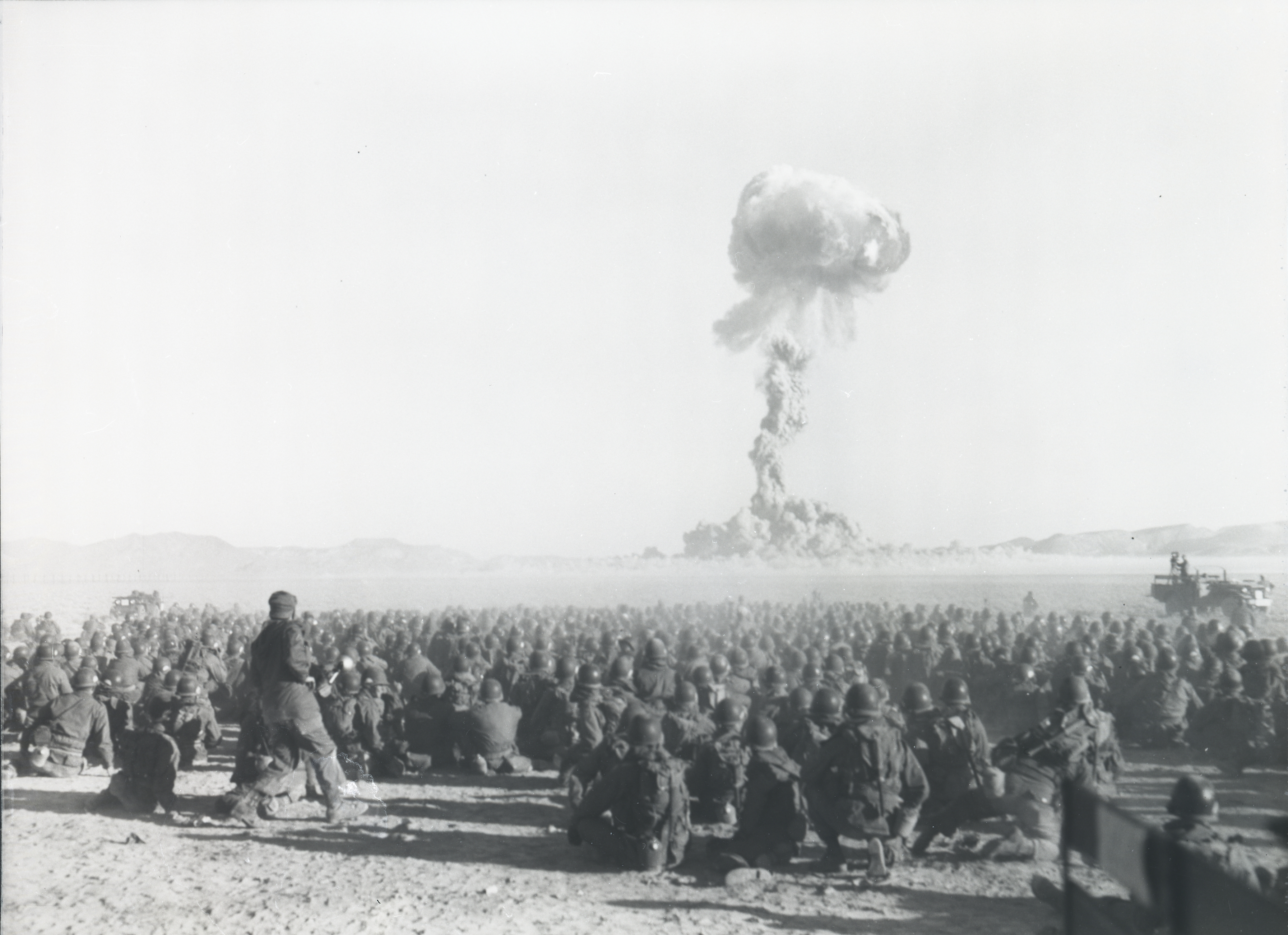
Солдати спостерігають ядерний вибух на полігоні в Неваді.
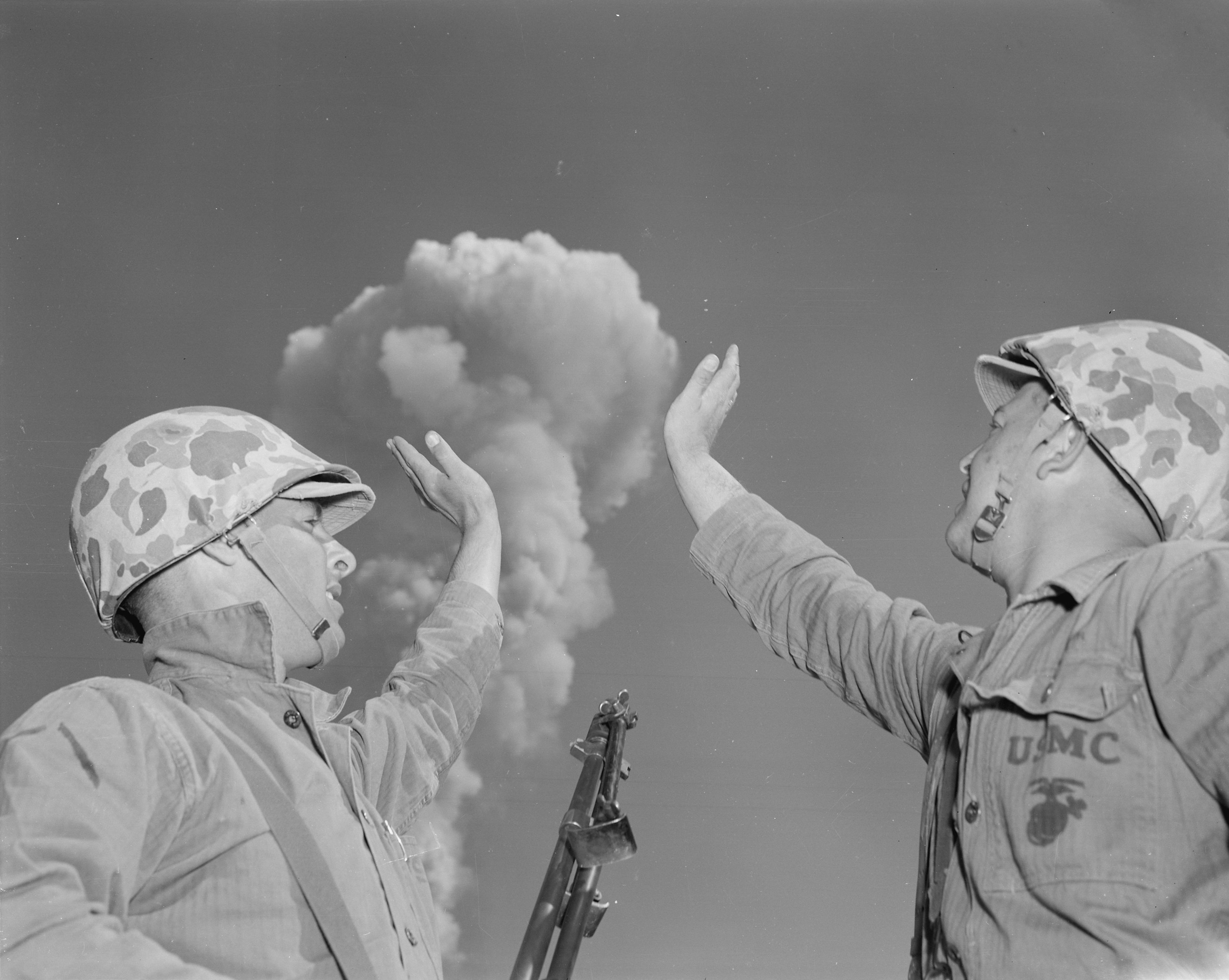
Солдати роблять вигляд, що торкаються ядерного гриба.
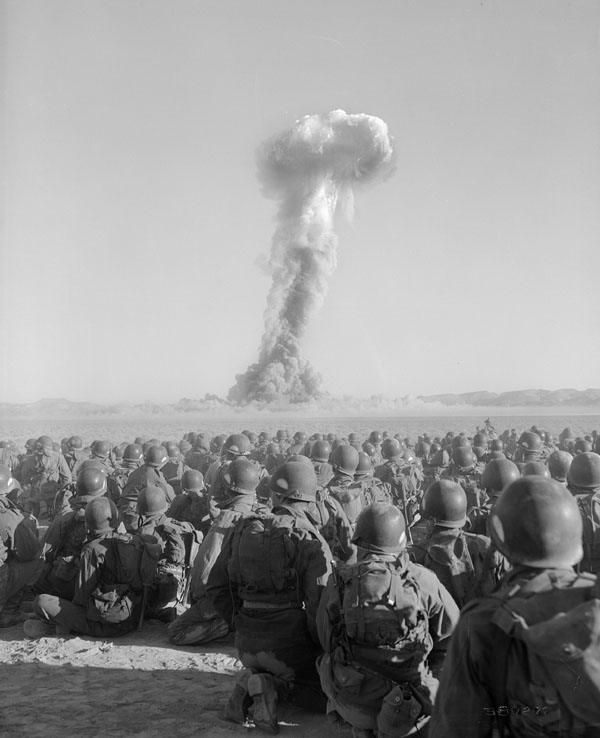
Солдати спостерігають ядерний вибух Dog.
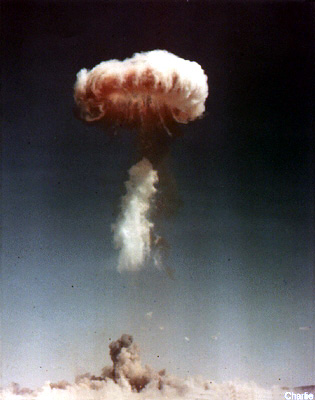
Вибух Charlie.
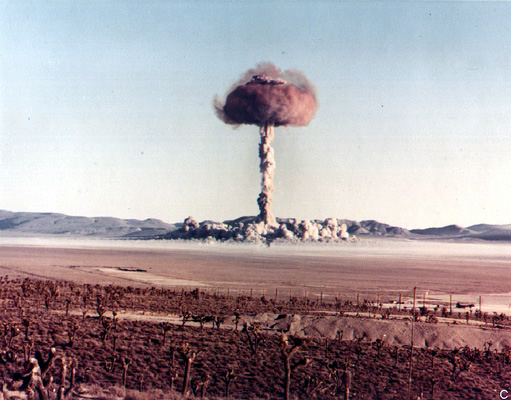
Вибух Charlie.
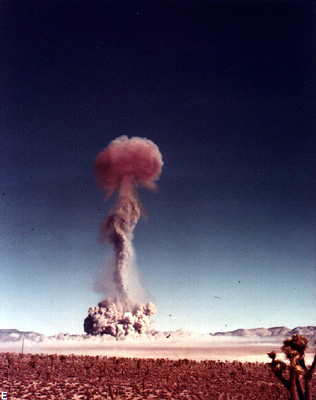
Вибух Easy.
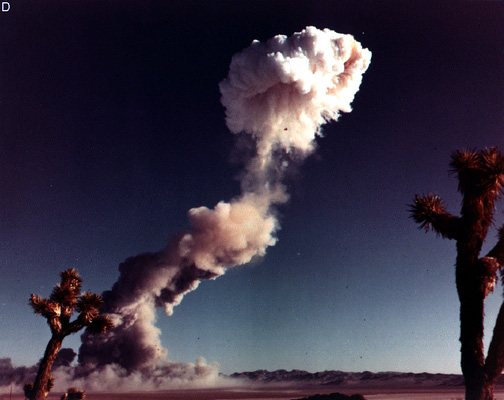
Вибух Dog.
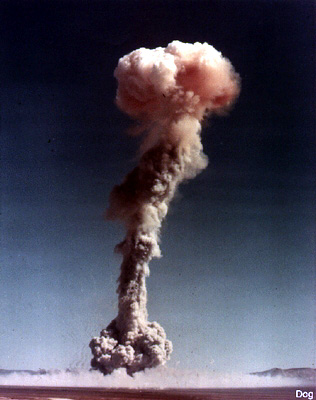
Вибух Dog.